# 물 마리니에르
물 마리니에르(프랑스어: moules marinières)는 프랑스의 담치 요리이다. 담치를 셜롯과 백포도주로 만든 마리니에르 소스에 익힌 음식이며, 벨기에에서는 물 마리니에르에 감자 튀김을 곁들인 물 프리트를 즐겨 먹는다.

## 이름
프랑스어 "물(moules)"은 "담치"를 뜻하는 명사 "물(moule)"의 복수형이며, "마리니에르(marinières)"는 "바다의"라는 뜻인 형용사 "마리니에(marinier)"의 복수형이다.

## 만들기
버터나 올리브유에 셜롯과 마늘 등 향신채를 볶다가 백포도주를 부어 마리니에르 소스를 만든 다음, 담치를 넣고 냄비 뚜껑을 닫아 쪄 익힌다. 담치가 익으면 파슬리 등 허브를 넣고 섞어 낸다.

## 같이 보기
- 물 프리트